# منتدى الطلبة الأوروبيين
منتدى الطلبة الأوروبيين أو رابطة الجامعات العامة للطلبة في أوروبا ، والمعروفة باسم منتدى الطلاب الأوروبيين باللغة الإنجليزية ، أكبر منظمة طلابية متعددة التخصصات عابرة للحدود في أوروبا.
تأسست في عام 1985 ، تضم AEGEE حاليًا حوالي 13000 عضو أكثر من 200 مجموعة محلية (Antennae) في المدن الجامعية في جميع أنحاء أوروبا ، بما في ذلك روسيا وتركيا والقوقاز ، مع مجلس إدارة أوروبي ومكتب رئيسي في بروكسل. إنه يروج لأوروبا متساوية وديمقراطية وموحدة ، مفتوحة للجميع عبر الحدود الوطنية. يتم تنظيم عدة مئات من المؤتمرات والتدريب والفعاليات الثقافية عبر الشبكة كل عام ، كما تدافع AEGEE عن احتياجات واهتمامات الطلاب الأوروبيين.
يشير الاسم المختصر "AEGEE" إلى بحر إيجه ، أحد مهد الديمقراطية ، والاسم الكامل يشمل أول برلمان تأسس في فرنسا ، وهو États Généraux.

## وصلات خارجية
- الموقع الرسمي